# Václav Noid Bárta
Václav Noid Bárta (Praag, 27 oktober 1980) is een Tsjechisch zanger.

## Biografie
De Tsjechische openbare omroep selecteerde Václav Noid Bárta intern om Tsjechië te vertegenwoordigen op het Eurovisiesongfestival 2015, dat gehouden zal worden in de Oostenrijkse hoofdstad Wenen. Daar bracht hij in een duet met Marta Jandová het volledig in het Engels vertolkte Hope never dies ten gehore. Het duo geraakte er niet mee in de finale.
2007: Kabát · 
2008: Tereza Kerndlová · 
2009: Gipsy.cz · 
2015: Marta Jandová & Václav Noid Bárta · 
2016: Gabriela Gunčíková · 
2017: Martina Bárta · 
2018: Mikolas Josef · 
2019: Lake Malawi · 
2021: Benny Cristo · 
2022: We Are Domi · 
2023: Vesna · 
2024: Aiko · 
2025: Adonxs
- Gemeinsame Normdatei: 1043468404
- International Standard Name Identifier: 0000 0000 5702 133X
- Nationale Bibliotheek van Tsjechië: jx20041015035
- Virtual International Authority File: 84306599
- WorldCat: E39PBJhmKT7fmhtr4WWBTVrpfq